# Джон Д. Макдоналд
Джон Д. Макдоналд (на английски: John D. MacDonald) е американски писател на произведения в жанра трилър, криминален роман и научна фантастика.

## Биография и творчество
Джон Дан Макдоналд е роден на 24 юли 1916 г. в Шарон, Пенсилвания, САЩ. Баща му е служител в оръжейната корпорация „Savage Arms“. През 1926 г. семейството се премества в Ютика, щат Ню Йорк, където баща му става ковчежник на офиса на фирмата. След завършване на гимназия започва да учи в бизнесучилището „Уортън“ на Пенсилванския университет, но напуска на втората година. След като работи за кратко на временни места, продължава следването си в университета на Сиракюз, който завършва с бакалавърска степен през 1938 г.
През 1937 г. се жени за Дороти Прентис. Имат един син – Мейнард.
През 1939 г. получава магистърска степен по бизнес администрация от Харвардския университет. През 1940 г. постъпва в армията като първи лейтенант на армейския корпус. По време на Втората световна война служи в разузнаването в Китайско-Бирманско-Индийския театър на операциите. Уволнен е през септември 1945 г. като подполковник. През 1949 г. семейството му се премества във Флорида и се установява в Сарасота.
Първият му разказ „G-Robot“ е публикуван през 1936 г. в списание „Double Action Gang“. След демобилизацията си се насочва към писателска кариера, и в продължение на четири месеца неуморно пише разкази. След много откази, разказът му „Пари в ковчега!“ е публикуван през 1946 г. в булеварднато списание „Детективски истории“. В продължение на години след това публикува стотици криминални разкази, фантастика и уестърн, както под собственото си име, така и под псевдонимите Питър Рийд, Джон Фарел, Скот О'Хара, Робърт Хенри, Хари Райзър и Джон Лейн. От 1951 г. публикува само под собственото си име.
Първият му роман „The Brass Cupcake“ (Медният кекс) е издаден през 1950 г. След няколко романа в жанра на научната фантастика се насочва към криминалния жанр.
През 1964 г. е издаден първия му роман „The Deep Blue Good-By“ (Дълбокото сбогуване) от емблематничната му поредица „Травис Макгий“. Главният му герой е интелигентен и твърдохарактерен частен детектив, който изкарва прехраната си, като възстановява плячката от кражби и измами, но запазва половината, за да финансира „пенсионирането си“. Живее в лодка на място „F-18“ в яхтеното пристанище „Байя Мар“ във Форт Лодърдейл, Флорида (мястото наистина съществува и днес се поддържа празно, като на кея е поставена бронзова плоча в памет на автора и неговото творение). Детективът има постоянно сменящи се сътруднички, както и таен консултант по икономика, наричан „Майер“. По предложение на издателя, корицата на всяка книга от поредицата е в специфичен цвят, за да се отличава от другите, за да може забързаните пътници на летищата веднага да видят онези заглавия, които все още не са чели. Поредицата е първата ситуирана на фона на Южна Флорида.
Много от произведенията му са бестселъри. Романът му „Condominium“ (Етажна собственост) от 1976 г. остава 27 седмици в списъка на бестселърите на „Ню Йорк Таймс“.
През 1955 г. печели наградата „Бен Франклин“ за най-добър американски роман, а през 1964 г. получава Голямата награда за полицейска литература за френското издание на „A Key to the Suite“. През 1972 г. е обявен за велик майстор от Асоциацията на писателите на трилъри на Америка. През 1980 г. печели наградата Американската книга за романа „The Green Ripper“ (Зеленият изкормвач).
Много от произведенията му са екранизирани в телевизионни филми и сериали. Един от най-известните е „Нос Страх“ с участието на Робърт Де Ниро, Ник Нолти, Джесика Ланг и Джулиет Люис. Героят му Травис Макгий е претворен от Род Тейлър и Сам Елиът.
Джон Макдоналд умира, от усложнения след операция за поставяне на байпас на сърцето, на 28 декември 1986 г. в Милуоки, Уисконсин.

## Произведения

### Самостоятелни романи
- The Brass Cupcake (1950)
- Ballroom of the Skies (1951)
- Judge Me Not (1951)
- Murder for the Bride (1951)
- Planet of the Dreamers (1951) – издаден и като „Wine of the Dreamers“
- Weep for Me (1951)
- The Damned (1952)
- Cancel All Our Vows (1953)
- Dead Low Tide (1953)
- The Neon Jungle (1953)
- The Soft Touch (1953)
- All These Condemned (1954)
- Area of Suspicion (1954)
- Contrary Pleasure (1954)
- A Bullet for Cinderella (1955) – издаден и като „On The Make“
- Cry Hard, Cry Fast (1955)
- April Evil (1956)
- Border Town Girl (1956)
- Murder in the Wind (1956) – издаден и като „Hurricane“
- You Live Once (1956)
- Cape Fear (1957) – издаден и като „The Executioners“
Нос Страх, изд. „Златорогъ“ (1992), прев. Неза Михайлова
- Death Trap (1957)
- The Empty Trap (1957)
- A Man of Affairs (1957)
- The Price of Murder (1957)
- Clemmie (1958)
- The Deceivers (1958)
- The Beach Girls (1959)
- The Crossroads (1959)
- Deadly Welcome (1959)
- Please Write for Details (1959)
- The End of the Night (1960)
- The Only Girl in the Game (1960)
- Slam the Big Door (1960)
- One Monday We Killed Them All (1961)
- Where Is Janice Gantry? (1961)
- A Flash of Green (1962)
- The Girl, the Gold Watch and Everything (1962)
- A Key to the Suite (1962)
- The Drowner (1963)
- I Could Go On Singing (1963)
- On the Run (1963)
- The Last One Left (1967)
- Condominium (1976)
- One More Sunday (1984)
- Barrier Island (1986)

### Серия „Травис Макгий“ (Travis McGee)
1. The Deep Blue Good-By (1964)
2. Nightmare in Pink (1964)
3. A Purple Place for Dying (1964)
4. The Quick Red Fox (1964)
5. A Deadly Shade of Gold (1965)
6. Bright Orange for the Shroud (1965)
7. Darker Than Amber (1966)
8. One Fearful Yellow Eye (1966)
9. Pale Grey for Guilt (1968)
10. The Girl in the Plain Brown Wrapper (1968)
11. Dress Her in Indigo (1969)
12. The Long Lavender Look (1970)
13. A Tan and Sandy Silence (1973)
14. The Scarlet Ruse (1973)
15. The Turquoise Lament (1973)
16. The Dreadful Lemon Sky (1975)
17. The Empty Copper Sea (1978)
18. The Green Ripper (1979)
19. Free Fall in Crimson (1981)
20. Cinnamon Skin (1982)
21. The Lonely Silver Rain (1985)

### Новели
- In a Small Motel (2015)
- Common Denominator (2016)
- Murder Run-Around (2017)

### Разкази
- Cash on the Coffin! (1946)
- They Let Me Live (1947)
- A Child Is Crying (1948)
- Ring Around the Redhead (1948)
- She Cannot Die (1948)
- A Time for Dying (1948)
- Amphiskios (1949)
- Murder in Mind (1949)
- Breathe No More (1950)
- Check Out at Dawn (1950)
- Dead on the Pin (1950)
- Death Writes the Answer (1950)
- From Some Hidden Grave (1950)
- Miranda (1950)
- Spectator Sport (1950)
- A Trap for the Careless (1950)
- The White Fruit of Banaldar (1951)
- Murder for Money (1952)
- Noose for a Tigress (1952)
- Death’s Eye View (195)
С очите на смъртта, вестник. „Земя“ (2007), прев. Борис Миндов
- Hangover (1956)
- The Legend of Joe Lee (1964)
- The Annex (1968)
- Homicidal Hiccup (1979)

### Сборници
- The Good Old Stuff (1961)
- End of the Tiger (1966)
- Seven (1971)
- Other Times Other Worlds (1978)
- More Good Old Stuff (1984)
- Death Quotient (2010)

### Документалистика
- No Deadly Drug (1968)
- Nothing Can Go Wrong (1982) – с капитан Джон Х. Килпак
- A Friendship (1986) – с Дан Роуън
- The House Guests (1988)

### Екранизации
- 1950 Lights Out – тв сериал, 1 епизод
- 1951 Tales of Tomorrow – тв сериал, 1 епизод
- 1951 Out There – тв сериал, 1 епизод
- 1955 Climax! – тв сериал, 1 епизод по „The Damned“
- 1955 The Star and the Story – тв сериал, 1 епизод
- 1955 Schlitz Playhouse of Stars – тв сериал, 1 епизод
- 1956 Chevron Hall of Stars – тв сериал, 1 епизод
- 1957 Studio One – тв сериал, 1 епизод
- 1958 Studio 57 – по разказа „The Homesick Buick“
- 1960 Thriller – тв сериал, 1 епизод
- 1961 Man-Trap – по „Taint of the Tiger“
- 1962 Нос Страх, Cape Fear
- 1962 The Alfred Hitchcock Hour – тв сериал, 1 епизод
- 1964 Kraft Suspense Theatre – тв сериал, 1 епизод по „The Drowner“
- 1967 ABC Stage 67 – тв сериал, 1 епизод
- 1967 – 1968 Run for Your Life – тв сериал, 3 епизода
- 1968 Kona Coast – по разказа „Bimini Gal“
- 1970 Darker Than Amber
- 1973 Linda – тв филм
- 1980 The Girl, the Gold Watch & Everything
- 1980 Condominium – тв сериал, 2 епизода
- 1981 The Girl, the Gold Watch & Dynamite – тв филм
- 1983 Travis McGee – тв филм, по романа „The Empty Copper Sea“
- 1984 American Playhouse – тв сериал, 1 епизод
- 1985 Tales from the Darkside – тв сериал, 1 епизод
- 1991 Нос Страх, Executioners
- 1993 Линда, Linda – тв филм